# Thuridilla mazda
Thuridilla mazda is een slakkensoort uit de familie van de Plakobranchidae. De wetenschappelijke naam van de soort is voor het eerst geldig gepubliceerd in 2000 door Ortea & Espinosa.